# Aleksander (cesarz Etiopii)
Aleksander (gyyz. እስክንድር, Yskyndyr, imię tronowe; gyyz. ቈስታንቲኖስ Konstantyn II, ur. 15 lipca 1471 - zm. 7 maja 1494 r.) – cesarz Etiopii w latach 1478–1494. Pochodził z dynastii salomońskiej i był synem cesarza Beyde Marjama I i jego żony Romny.

## Początki panowania
Ze względu na zbyt młody wiek w czasie obejmowania tronu, Aleksander musiał współrządzić razem z regentami. Początkowo w skład rady regentów wchodziły następujące osoby; jego matka - królowa Romna, Tesfa Gijorgis - sprawujący urząd opata klasztoru umieszczonego na wyspie na jeziorze Hajk, oraz bituedden Amde Mikael. Królowa Romna wcześnie wycofała się ze współrządzenia, a następnie wstąpiła do klasztoru w pobliżu Debre Libanos, gdzie mieszkała aż do śmierci. Opat Tesfa Gijorgis okazał się nie być równorzędnym partnerem doświadczonego bitueddena, dlatego według etiopskiego historyka Taddesse Tamrata, Amde Mikael władał Cesarstwem niemal samodzielnie. Rządy Mikaela dobiegły końca około 1486 roku, kiedy to babcia cesarza, Helena przeprowadziła przewrót pałacowy i uwięziła bitueddena, a później skazała go na śmierć. Cesarzowa Helena przez następne lata odgrywała decydującą rolę w rządzeniu Etiopią.

## Wyprawa na Dakkar
Najbardziej znaczącym osiągnięciem wojskowym Aleksandra było złupienie Dakkaru, czyli ówczesnej stolicy sułtanatu Adal w 1478 roku. Gdy wracał z wyprawy wraz ze swą armią do Etiopii, liczniejsze wojska Adalu pod dowództwem Muhammada ibn Azhara ad-Dina wyprzedziły Etiopczyków i zabiły wielu z nich, biorąc przy tym wielu jeńców. O Aleksandrze później mówiono, że uniknął schwytania przez muzułmanów tylko dzięki pomocy aniołów. Faktem jest, iż później zbudował kościół o nazwie Debere Meszuae, co znaczy "miejsce ofiarowania". Według Jamesa Bruce'a, szkockiego podróżnika przebywającego w Etiopii w drugiej połowie XVIII wieku, podczas ekspedycji na Dakkar, Zasillus, zarządca Amhary, dostał rozkaz mobilizacji swoich sił na południu, zaś Aleksander sam przybył z Angot i Tigraj. Według Bruce'a Aleksander w ten sposób zareagował na grabieże emira Muhfuza z miasta Saylac. Z kolei brytyjski etiopista Richard Pankhurst twierdził, że złupienie Dakkaru doprowadziło Amira Muhammada do szukania pokoju z Etiopczykami, jednak został przechytrzony przez Muhfuza.

## Kontakty z Europejczykami
Za czasów Aleksandra zaczęły być zauważalne wpływy europejskie w Etiopii. W rękopisie napisanym przez Francesco Suriano i datowanym na rok 1482, znajdują się informacje o znalezieniu dziesięciu Włochów przebywających na dworze cesarza, a niektórzy z nich mieli tam mieszkać od dwudziestu pięciu lat. Suriano dodał, że od 1480 roku więcej jak siedmiu wyjechało na etiopski dwór. Przybyli tam w poszukiwaniu klejnotów i kamieni szlachetnych i cesarz nie pozwolił im wrócić do Europy, co ich zasmuciło, jednak byli wynagradzani godnie. W ostatnich latach panowania Aleksandra, do Etiopii przybył także portugalski podróżnik Pedro de Covilhão, jako poseł z nadania króla Jana II Doskonałego. Również Pedro de Covilhão zabroniono wyjechać z Etiopii. Został zmuszony do spędzenia tam reszty życia jako zaufany doradca cesarzy.

## Śmierć
Istnieją różne sprzeczne wersje na temat śmierci Aleksandra, która miało miejsce, gdy cesarz miał zaledwie dwadzieścia dwa lata. Wedle jednego ze źródeł zginął podczas walki z zanikłym dziś plemieniem Maja, znanym z używania zatrutych strzał, zamieszkującym ziemię na wschód od Enderty i mającym duży udział w wielkiej wojnie z muzułmanami za czasów Lybne Dyngyla czterdzieści lat później. Z drugiej strony, zarówno James Bruce, jak i badacz Richard Burton pisali, że Aleksander został zamordowany w Tegulet. Bruce stwierdził, że Zasillus z Amhara był odpowiedzialny za jego śmierć, a według Burtona został zabity przez Muhfuza. Aleksander został pochowany w kościele Atronsa Maryam, którego budowę rozpoczął jego ojciec. Przedwczesna śmierć cesarza natychmiast doprowadziła do wojny domowej. Choć dwór przechowywał śmierć władcy w tajemnicy, Zasillus natychmiast ruszył do królewskiego więzienia na górze Amba Gyszien, uwolnił Naoda i ogłosił go cesarzem. Inny możnowładca Tekle Krystos, który pozostał na dworze cesarskim, w kwestii następstwa forsował syna Aleksandra, Amde Tsyjona II. Chociaż siły Tekle Krystosa pokonały zwolenników Zasillus, walka o władzę była kontynuowana.